# カステッリーナ・イン・キアンティ
カステッリーナ・イン・キアンティ (伊: Castellina in Chianti) は、イタリア共和国トスカーナ州シエーナ県にある、人口約2,600人の基礎自治体（コムーネ）。

## 地理

### 位置・広がり

#### 隣接コムーネ
隣接するコムーネは以下の通り。括弧内のFIはフィレンツェ県所属を示す。
- バルベリーノ・タヴァルネッレ (バルベリーノ・ヴァル・デルサ (FI)、タヴァルネッレ・ヴァル・ディ・ペーザ (FI))
- カステルヌオーヴォ・ベラルデンガ
- グレーヴェ・イン・キアンティ (FI)
- モンテリッジョーニ
- ポッジボンシ
- ラッダ・イン・キアンティ、

### 気候分類・地震分類

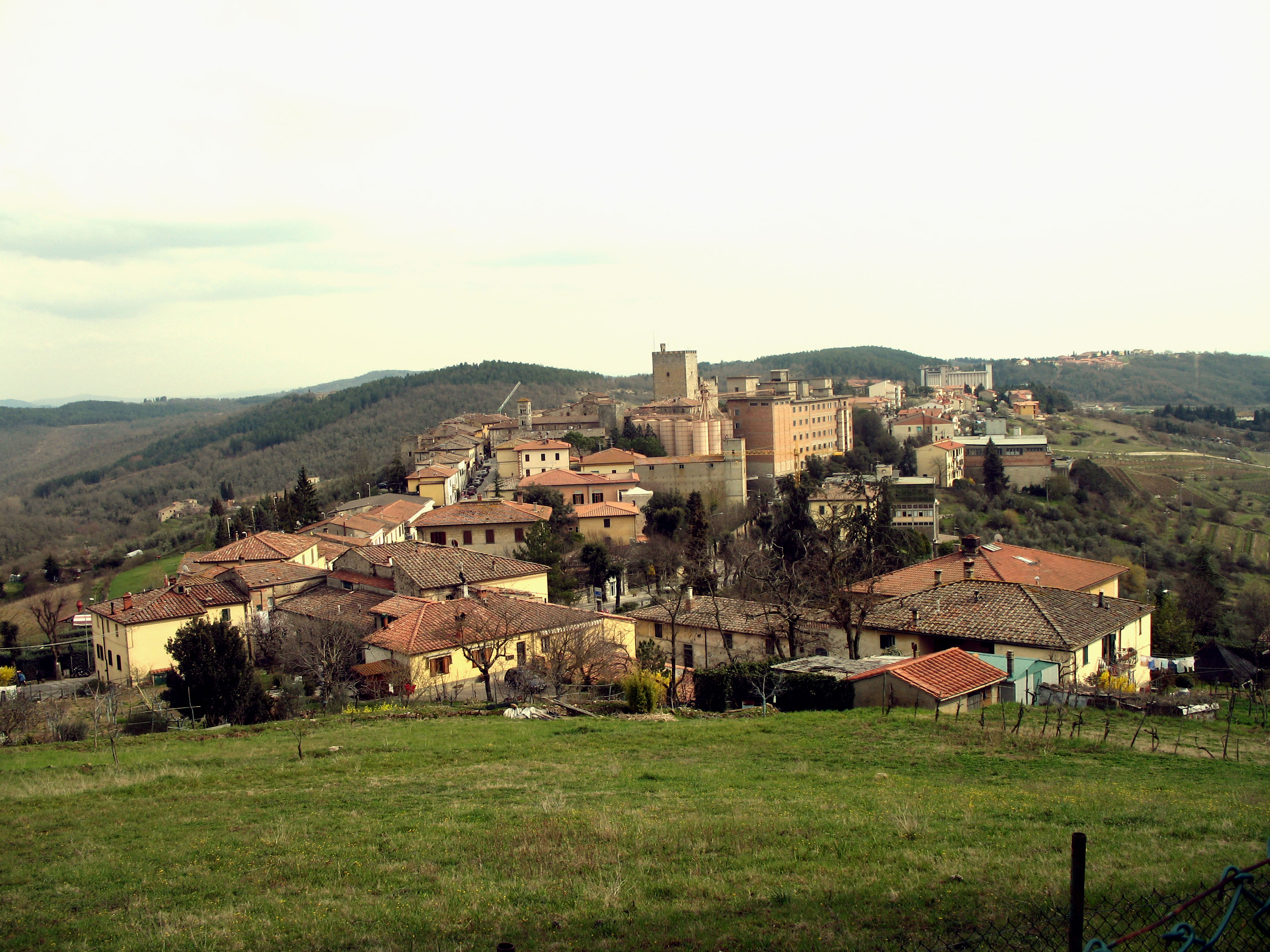
Vista del paese

カステッリーナ・イン・キアンティにおけるイタリアの気候分類 (it) および度日は、zona E, 2326 GGである。
また、イタリアの地震リスク階級 (it) では、zona 3 (sismicità bassa) に分類される。

## 行政

### 分離集落
カステッリーナ・イン・キアンティには、以下の分離集落（フラツィオーネ）がある。
- Fonterutoli, La Piazza, Lilliano, Pietrafitta, Rencine, San Leonino, Sant'Agnese